# Lena Anér Melin
Lena Alice Anér Melin, född Unnerstad den 10 maj 1928, död den 15 mars 2022, var en svensk översättare. Hon var dotter till radioingenjören Arvid Unnerstad och författaren Edith Unnerstad och kusin till översättaren Boel Unnerstad.
Hon började sin översättarkarriär under flicknamnet Lena Unnerstad 1950. Under åren 1964–1971 översatte hon oftast tillsammans med dåvarande maken Cai Melin, vanligen under pseudonymen "Cai och Lena Törne". Makarna översatte från engelska och franska. Senare kom Lena Anér Melin att framför allt översätta från spanska, bl.a. en rad romaner av Isabel Allende, och hon undervisade också i översättning vid Stockholms universitet. Under 25 år arbetade hon också som översättare på Sveriges television.
Anér Melin var gift med journalisten Sven Anér (1921–2018). Hon är gravsatt i minneslunden på Gamla Uppsala kyrkogård.

## Översättningar (urval)
- Mary Grigs: Cirkuskatten ("The yellow cat") (Rabén & Sjögren, 1950)
- Ilka Chase: Kärlekskarusellen ("The island players") (AWE/Geber, 1957)
- Ngaio Marsh: Svärdsdansen ("Off with his head") (Almqvist & Wiksell/Geber, 1958)
- John le Carré: Spionen som kom in från kylan ("The spy who came in from the cold") (Bonnier, 1964) (tillsammans med Cai Melin)
- Georges Simenon: Maigrets tålamod ("La patience de Maigret") (Bonnier, 1966) (tillsammans med Cai Melin)
- Richard Condon: Tur i kärlek ("A talent for loving, or, the great cowboy race") (Bonnier, 1966) (tillsammans med Cai Melin)
- Patrick Modiano: Place de l'Étoile (Bonnier, 1970) (tillsammans med Cai Melin)
- Agatha Christie: Mord på Allhelgonadagen ("Hallowe'en party") (Bonnier, 1971) (tillsammans med Cai Melin)
- Ernesto Bermejo González: Det blödande Chile (Prisma, 1974)
- Eduardo Galeano: Sången vi sjunger (La canción de nosotros) (Prisma, 1978)
- Isabel Allende: Andarnas hus (La casa de los espíritus) (Norstedt, 1984)
- Ana L. Valdés: Väktaren (Alfabeta, 1991)
- Erica Jong: Henry Miller och jag (The devil at large) (Norstedt, 1994)
- Fatima Mernissi: Shahrazad reser västerut (Scheherazade goes west) (Norstedt, 2002)